# Beggo I.

Siegel des Comes Tolosanus

Beggo I. (* 755/760; † 28. Oktober 816), auch Bego, Biego oder Picco genannt, war der zweite Sohn von Graf Gerhard I. von Paris, dem Stammvater der Matfriede, aus der Ehe mit Rotrud. 
Im Jahre 806 wurde er von Kaiser Karl zum Nachfolger von Wilhelm von Aquitanien ernannt und als Graf von Toulouse (Comes Tolosanus) eingesetzt. Bis 811 blieb Beggo Graf von Toulouse sowie Markgraf (marchio) von Septimanien. Als jedoch im Jahre 811 sein älterer Bruder Graf Stephan von Paris starb, wurde er dessen Nachfolger und hatte bis zu seinem Tod im Jahr 816 die Stellung des Grafen von Paris inne. 

## Ehe und Nachkommen
Nach einer ersten Ehe mit einer nicht bekannten Frau heiratete er um 806 Alpheidis (* wohl 794, † 23. Juli nach dem 29. Mai 852), eine uneheliche Tochter des späteren Kaisers Ludwigs des Frommen aus der Familie der Karolinger, und war in seinen letzten Lebensjahren einer der Vertrauten des neuen Kaisers, zu dessen Umgebung er schon gehörte, als Ludwig noch König von Aquitanien war.
Beggo hatte aus seiner ersten Ehe eine Tochter Susanne, die 825/830 Wulfhard I. heiratete. Deren gemeinsamer Sohn, der Pfalzgraf Adalhard, war von 882 bis 890 ebenfalls Graf von Paris. 
Aus seiner zweiten Ehe mit Alpheidis hatte Beggo zwei Söhne:
- Leuthard, (* um 806, † 861/871), Graf von Paris
- Eberhard, (* um 808, † 861/871), ⚭ NN

Hauskloster von Beggo war das Kloster "Fossas", das er wieder herrichten ließ.
Nach Beggos Tod im Jahr 816 wurde Alpheidis Äbtissin im Reimser Frauenkloster St. Peter, welches sie von ihrem Vater, Kaiser Ludwig, geschenkt bekommen hatte.